# A kém, aki dobott engem
A kém, aki dobott engem (eredeti cím: The Spy Who Dumped Me) 2018-ban bemutatott amerikai akció-filmvígjáték, amelyet Susanna Fogel rendezett.
A forgatókönyvet Susanna Fogel és David Iserson írta. A producerei Brian Grazer és Erica Huggins. A főszerepekben Mila Kunis, Kate McKinnon, Justin Theroux, Sam Heughan és Gillian Anderson láthatók. A film zeneszerzője Tyler Bates. A film gyártója a Lionsgate, az Imagine Entertainmentés a Bron Studios, forgalmazója a Lionsgate.
Az Amerikai Egyesült Államokban 2018. augusztus 3-án, Magyarországon augusztus 18-án mutatták be a mozikban.

## Cselekmény
Audrey (Mila Kunis) és Morgan (Kate McKinnon) a legjobb barátnők, élnek, mint hal a vízben a nyüzsgő Los Angelesben. Egyik nap Audreyt berángatják egy furgonba, ahol kiderül, hogy Audrey expasija, Drew valójában kém, és kommandósok üldözik.
Drew megjelenik Audreynál, és bevallja, csak azért szakított vele, hogy a lány véletlenül se kerüljön bajba miatta. A férfit azonban hirtelen lelövik, és még mielőtt meghalna, Audreyra bíz egy kis szobrocskát, hogy az mindenképpen célba érjen. A két nő akarva-akaratlanul beszáll az akcióba, habár nem értenek semmit.
A lányok Európában egyik országból a másikba menekülnek, közben próbálnak életben maradni és még egy jóképű, Sebastian nevű ügynök is a szoborban lévő pendrive nyomában van. Az események fordulatában Audrey látszólag eltünteti a pendrive-ot, ám amikor bekerülnek az ügynökségre és Sebastiant felfüggesztik, a pendrive előkerül és a két nő úgy dönt, folytatják, amit elkezdtek.

## Szereplők
| Szerep                       | Színész               | Magyar hang        |
| ---------------------------- | --------------------- | ------------------ |
| Audrey Stockman              | Mila Kunis            | Pikali Gerda       |
| Morgan Freeman¹              | Kate McKinnon         | Peller Anna        |
| Sebastian Henshaw            | Sam Heughan           | Horváth Illés      |
| Drew                         | Justin Theroux        | Kamarás Iván       |
| Wendy                        | Gillian Anderson      | Orosz Helga        |
| Duffer                       | Hasan Minhaj          | Szűcs Péter Pál    |
| Nadedja Grgurevic            | Ivanna Sakhno         | Andrádi Zsanett    |
| Roger                        | Fred Melamed          | Faragó András      |
| Carol Freeman                | Jane Curtin           | Spilák Klára       |
| Arnie Freeman                | Paul Reiser           | Jantyik Csaba      |
| Tess                         | Lolly Adefope         | Makay Andrea       |
| Lukas                        | Kev Adams             | Gacsal Ádám        |
| Finn túrázó                  | Ólafur Darri Ólafsson | Turi Bálint        |
| Edward Snowden               | Tom Stourton          | Pálmai Szabolcs    |
| Tom/Ivan Petrenko            | James Fleet           | Cs. Németh Lajos   |
| Marsha/Raisa Petrenko        | Carolyn Pickles       | Tímár Éva          |
| A kanadai nagykövet felesége | Hábermann Lívia       | Hábermann Lívia    |
| Jaguáros nő                  | Bánfalvy Ágnes        | Hirling Judit      |
| Kanadai nagykövet            | Mesterházy Gyula      | Mesterházy Gyula   |
| Viktor                       | Dustin Demri-Burns    | Kis Horváth Zoltán |
| Biztonsági őr                | Árpa Attila           | Árpa Attila        |
| Ausztrál csaj                | TBA                   | Miklós Eponin      |
| Ausztrál csaj                | TBA                   | Tamási Nikolett    |

¹ nem összetévesztendő az azonos nevű színésszel